# Peralada
Peralada är en kommun i Spanien.   Den ligger i provinsen Província de Girona och regionen Katalonien, i den östra delen av landet, 600 km öster om huvudstaden Madrid. Antalet invånare är 1 888. Arean är 44 kvadratkilometer. Peralada gränsar till Figueres, Rabós, Castelló d'Empúries, Mollet de Peralada, Garriguella, Pedret i Marzà, Pau, Fortià, Vila-sacra, Vilabertran, Cabanes och Masarac. 
Terrängen i Peralada är platt.